# Dione Housheer
Dione Housheer (Gendringen, 1999. szeptember 26. –) világbajnok holland válogatott kézilabdázó.

## Pályafutása

### Klubcsapatokban
Housheer 2016-tól volt a holland VOC Amsterdam játékosa, akikkel kétszer nyert bajnoki címet. 2018-ban szerződött a dán bajnokságba, a Nykøbing Falster csapatához. A 2019–2020-as szezonban a dán élvonalban csapata leggólerősebb játékosaként negyedik helyen végzett a góllövőlistán 122 találattal. 2021-ben igazolt a bajnok Odense Håndboldhoz. Ezzel a csapattal a Bajnokok Ligájában is részt vehetett, és már első szezonjában 79 góljával csapatában ő lett a legeredményesebb játékos. A bajnokságban 206 gólt szerezve a góllövőlista harmadik helyén végzett, csapatával pedig megszerezte a dán bajnoki címet. Az év végén a dán bajnokság legjobbjának választották a posztján. 2023 szeptemberében bejelentették, hogy 2024 őszétől a Győri Audi ETO KC játékosa lesz.

### A válogatottban
Dione Housheer játszott a holland utánpótlásválogatottakban, a felnőtt válogatottban pedig már 18 évesen, 2017-ben bemutatkozhatott. Első felnőtt világversenye a 2019-es világbajnokság volt. A világbajnoki címet megszerző holland válogatottban ekkor még csak kiegészítő szerepet játszott Laura van der Heijden mögött, 8 gólt ért el a tornán. Részt vett a 2021-es tokiói olimpián is, ahol az ötödik helyen végzett csapatával.

## Sikerei, díjai
- Világbajnok: 2019
- Holland bajnok: 2017, 2018
- Dán bajnok: 2022
- Magyar bajnok: 2025
- EHF-bajnokok ligája-győztesː 2025